# 香桦
香桦（学名：[Betula insignis] 错误：{{Lang}}：文本有斜体标记（帮助））是桦木科桦木属的植物，为中国的特有植物。分布在中国大陆的湖北、贵州、四川、湖南等地，生长于海拔1,400米至3,400米的地区，多生于山坡林中，目前尚未由人工引种栽培。